# Frankenau-Unterpullendorf
Frankenau-Unterpullendorf è un comune austriaco di 1 122 abitanti nel distretto di Oberpullendorf, in Burgenland. Abitato anche da croati del Burgenland, è un comune bilingue; il suo nome in croato è Frakanava-Dolnja Pulja.